# A.J. Guyton
Arthur James Guyton, detto A.J. (Peoria, 12 febbraio 1978), è un ex cestista e allenatore di pallacanestro statunitense.

## Carriera
Iniziò la carriera NBA nei Chicago Bulls nel 2000-2001, con i quali giocò anche gran parte dell'annata successiva prima di chiudere la stagione con la maglia dei Golden State Warriors.
La sua carriera proseguì poi nel campionato italiano: vestì infatti i colori della Fortitudo Bologna sia nella parte finale del campionato 2002-2003 (a partire dalla 12ª giornata di ritorno) che a partire dal girone di ritorno del campionato 2003-2004. Le due stagioni alla Fortitudo furono molto positive, e seppe dimostrarsi un giocatore molto efficace, con pochi fronzoli e non egoista. Durante la sua permanenza alla Fortitudo mantenne un rendimento molto costante anche al tiro da tre, chiudendo la prima stagione con il 34,5% e la seconda con il 36,8%. Queste due parentesi fortitudine furono intervallate da un'esperienza in Israele all'Hapoel Tel Aviv.
In vista della stagione 2004-2005, Guyton tornò a Bologna per firmare però con l'altro club felsineo, la Virtus, che era relegata in Legadue. Con i suoi 17,2 punti di media, contribuì al ritorno delle vu nere nella massima serie.
Guyton ebbe poi un'ulteriore parentesi in Italia nel 2005-2006, quando venne ingaggiato dalla Viola Reggio Calabria. La squadra calabrese, in Serie A poiché ripescata al termine della stagione precedente, chiuse all'ultimo posto in classifica con sole 3 vittorie e 31 sconfitte, retrocedendo.
Dopo aver militato tra Croazia, Grecia, Svezia e Qatar, nel 2010 chiuse la carriera da giocatore e divenne assistant coach all'Illinois Central College. Nel 2011 diventò capo allenatore dei Midwest Flames, squadra ABA con sede a Peoria, Illinois, sua città natale. La squadra però fallì ancor prima dell'inizio del campionato per difficoltà economiche, e Guyton decise di rimanere in Illinois allenando una squadra locale di PBL, i Central Illinois Drive.

## Statistiche

### NBA

#### Regular season
| Anno     | Squadra       | PG | PT | MP   | TC%  | 3P%  | TL%  | RP  | AP  | PRP | SP  | PP  |
| -------- | ------------- | -- | -- | ---- | ---- | ---- | ---- | --- | --- | --- | --- | --- |
| 2000-01  | Chicago Bulls | 33 | 8  | 19   | 40,6 | 39,1 | 83,3 | 1,1 | 1,9 | 0,3 | 0,2 | 6,0 |
| 2001-02  | Chicago Bulls | 45 | 6  | 13,4 | 36,1 | 37,4 | 81,5 | 1,0 | 1,8 | 0,2 | 0,2 | 5,4 |
| 2002-03  | G.S. Warriors | 2  | 0  | 4,3  | 0,0  | 0,0  | 0,0  | 0,0 | 1,0 | 0,5 | 0,0 | 0,0 |
| Carriera | Carriera      | 80 | 14 | 15,5 | 37,7 | 37,8 | 82,2 | 1,0 | 1,8 | 0,3 | 0,2 | 5,5 |

#### Massimi in carriera
- Massimo di punti: 24 vs New Jersey Nets (17 aprile 2001)[1]
- Massimo di rimbalzi: 5 vs Orlando Magic (26 febbraio 2002)
- Massimo di assist: 7 vs Phoenix Suns (22 febbraio 2002)
- Massimo di palle rubate: 2 (3 volte)
- Massimo di tiri da tre: 5 vs Miami Heat (31 marzo 2001)

## Palmarès

### Allenatore
- Campione PBL (2012)
- PBL Coach of the Year (2012)